# Diego Klimowicz
Pour les articles homonymes, voir Klimowicz.
Diego Fernando Klimowicz, né le 6 juillet 1974 à Quilmes, est un footballeur argentin d'origine polonaise. Bien que né en Argentine, il possède la nationalité espagnole. Son poste de prédilection est attaquant de pointe et il mesure 1,92 m.
Son fils, Mateo Klimowicz, est également footballeur.

## Biographie
Diego Klimowicz évolue en Argentine, en Espagne et en Allemagne.
Il joue notamment 213 matchs en première division allemande, inscrivant 71 buts, et 75 matchs en première division espagnole, marquant 15 buts.
Il réalise sa meilleure performance dans le championnat d'Allemagne lors de la saison 2003-2004, où il marque 15 buts avec Wolfsburg. Cette même saison, il atteint la finale de la Coupe Intertoto, en étant l'auteur de cinq buts durant la compétition.
Il est le troisième meilleur buteur de l'histoire du VfL Wolfsburg, derrière Edin Džeko et Grafite.

## Palmarès
- Finaliste de la Coupe Intertoto en 2003 avec le VfL Wolfsburg
- Finaliste de la Coupe d'Allemagne en 2008 avec le Borussia Dortmund
- Vainqueur de la Supercoupe d'Allemagne en 2008 avec le Borussia Dortmund (compétition non officielle)